# 威靈頓的勝利

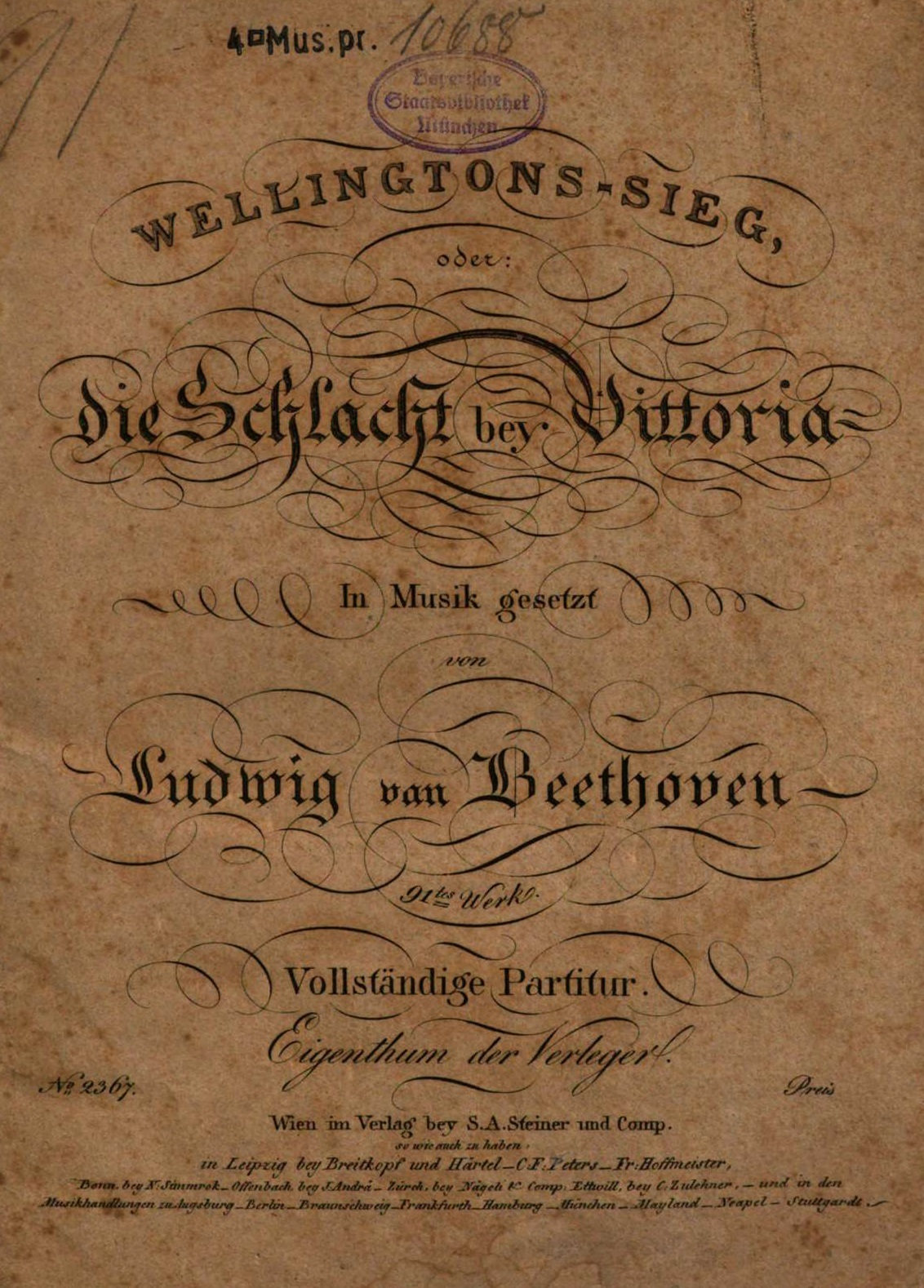
乐谱的首页

《威靈頓的勝利》（德語：Wellingtons Sieg），作品91，是路德維希·范·貝多芬為了紀念維多利亞戰役所做的管弦樂作品。因此，此曲又名「維多利亞之役」或「戰爭交響曲」。

## 背景
1813年6月21日，阿瑟·韋爾斯利於西班牙維多利亞戰役中，打敗了約瑟夫·波拿巴。此战标志着拿破仑在西班牙统治的终结，是半岛战争中的关键转折点。惠灵顿利用巧妙的战术和地理优势，将法军分割并包围，使得法军遭受严重的损失，许多补给和战利品也被缴获。这场胜利使西班牙恢复了对首都马德里的控制，并为之后法国在伊比利亚半岛的全面撤退铺平了道路。

### 首演
在維多利亞戰役之後，貝多芬的朋友梅采爾跟他說，要寫一首曲子來紀念這場戰役，可以使用機械樂團，即萬和琴，一個可以發出軍樂隊音響的機器。然而，貝多芬寫出了一個大編制的樂曲，大到梅采爾無法使用機器來運作。所以貝多芬只好改寫成樂團版本，加入了開頭部分，並且更名為《威靈頓的勝利》4。
1813年12月8日於維也納首演，這個音樂會是為了在哈瑙戰役中，受傷的奧地利及巴伐利亞士兵所演，指揮為貝多芬自己。在節目中也首演了他的第7號交響曲，以及梅爾策爾的機械小號。

## 分析
通常的演奏時長約在15分鐘左右。

### 樂團編制
依照工具書《管弦樂作品手冊》指示，本曲之配器簡記為"*3 2 2 2—4 6 3 0—tmp—str"。當中銅管樂器的大量運用，為貝多芬筆下所罕見。

### 結構
结构分为两个主要部分：
1. 第一部分：战前情景  这一部分描绘了英国和法国军队的对峙场景。贝多芬在音乐中使用了不同的乐器和音调来模仿双方的军队准备进入战斗的情景，包括使用真实的军鼓和号角声等元素，让观众仿佛置身于战场上。
2. 第二部分：战斗与胜利  在这一部分，贝多芬通过快速的节奏和激烈的音乐模仿了战斗的紧张场面。战斗结束后，音乐转向庆祝的主题，描绘了威灵顿获胜后的欢乐氛围。在这一部分，贝多芬还融入了英国的爱国歌曲《天佑吾王》，象征胜利的英国军队。

## 外部連結
- 《威靈頓的勝利》：国际乐谱典藏计划上的乐谱